# 香港社會工作者總工會
香港社會工作者總工會（英語：Hong Kong Social Workers' General Union，縮寫：HKSWGU），簡稱社總，成立於1980年2月，首任會長為前區議員麥海華，現任會長為倫智偉。社總約有2073名會員，是少數擁有自己物業作會址的大型工會，亦是職工盟其中一個創會成員。社總靠會費和課程收入營運，有三名全職職員。

## 目標
- 團結同工
- 爭取權益
- 改善服務
- 支持正義

## 歷史
1979年，一群居住於油麻地避風塘的艇戶被香港政府迫遷，一眾社會工作者以社會公義精神支援當地居民，以獲得合理安置。惟馮可立等多名當時支援居民的社會工作者於一次請願中被拘捕，是為油麻地艇戶事件。事後，一眾社會工作者認為當時的社會工作者團體未能夠爭取合理權益。與此同時，社會福利署宣佈進行「福利職級檢討」，提高當時香港政府所僱用的社會福利從業員待遇，惟一眾志願機構及非政府組織的社會福利從業員未能夠受到惠利。因此前線社會工作者認為成立一個代表社會福利從業員意見的團體，於1980年2月6日成立香港社會工作者總工會。

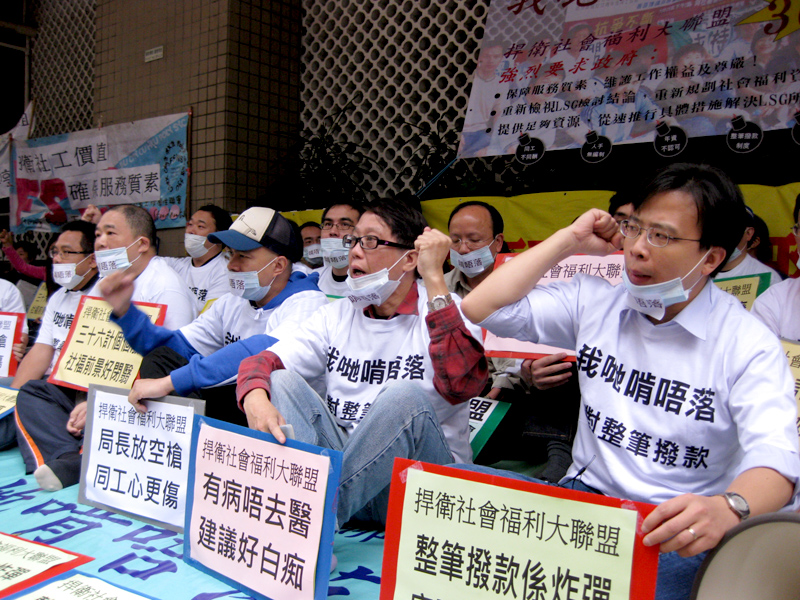
2009年3月所舉行的36小時絕食行動

2013年3月21日，香港社會工作者總工會聯同其他香港泛民主派政黨及團體成立真普選聯盟。

## 立法會議席
第四屆及第五屆立法會議員共有一個議席，議員包括：
- 張國柱（社會福利界）

## 政治立場及關注議題
社總為香港泛民主派一員，並和不少民主派組織合作，關注香港社福界議題。

### 2016年選舉監察隊揭發民建聯掌心雷事件
於2016年香港立法會選舉，社總於投票日派出監察隊到不同護老中心，監察安老院操控長者投票的問題，並揭發有護老院操控長者投票予民建聯李慧琼。其中土瓜灣順恩護老中心向院內長者大派發民建聯「卡片掌心雷」，再派青年裝扮成親人帶到票站投票。有長者受訪時直認是在院舍職員要求下投票予民建聯候選人（九龍西：蔣麗芸／超區：李慧琼）。記者其後到順恩查詢，院長直認有教長者投票，大叫「係呀！我犯法呀！出去告我呀！」，又推撞及襲擊記者。

## 外部參考
- 香港社會工作者總工會簡介
- 2016-18年度理事會名錄
- 2007年11月28日，香港社會工作者總工會 發動1128罷工
- 張國柱社總名義出選[]

1. ↑  . Apple Daily 蘋果日報.   [2019-11-29]. （原始内容存档于2016-11-10）. （页面存档备份，存于）
2. ↑  黃煒堯. .   [2020-05-18]. （原始内容存档于2020-05-22）. （页面存档备份，存于）